# 北斗溪镇
北斗溪乡，是中华人民共和国湖南省怀化市溆浦县下辖的一个乡镇级行政单位。

## 行政区划
北斗溪乡下辖以下地区：
松林村、林果村、沙坪村、油垅村、坪溪村、茅坡村、黄田村和龙形村。